# 上野 (名古屋市)
上野（うえの）は、愛知県名古屋市千種区の地名。現行行政地名は上野一丁目から上野三丁目。住居表示実施。

## 地理
名古屋市千種区北西部に位置する。東は下方町・鍋屋上野町、西は北千種二丁目・北千種三丁目、南は振甫町、北は清明山二丁目・鍋屋上野町に接する。

## 歴史

### 町名の由来
鍋屋上野町に由来する。

### 沿革

#### 上野町
- 1943年（昭和18年）2月20日 - 千種区鍋屋上野町・若水町の各一部により、同区上野町として成立[1]。
- 1980年（昭和55年）11月23日 - 上野二丁目および上野三丁目・北千種二丁目および北千種三丁目・若水三丁目にそれぞれ編入され消滅[4]。

#### 上野
- 1980年（昭和55年）11月23日 - 北千種町・下方町・茶屋坂通・鍋屋上野町の各一部により上野一丁目が、鍋屋上野町・上野町の各一部により上野二丁目が、上野町・若水町の各一部により上野三丁目がそれぞれ成立する[1]。

## 世帯数と人口
2019年（平成31年）1月1日現在の世帯数と人口は以下の通りである。
| 丁目       | 世帯数  | 人口    |
| ---------- | ------- | ------- |
| 上野一丁目 | 218世帯 | 509人   |
| 上野二丁目 | 232世帯 | 514人   |
| 上野三丁目 | 492世帯 | 1,120人 |
| 計         | 942世帯 | 2,143人 |

### 人口の変遷
国勢調査による人口の推移。
| 1995年（平成7年）  | 2104人 |  |  |
| 2000年（平成12年） | 2048人 |  |  |
| 2005年（平成17年） | 2119人 |  |  |
| 2010年（平成22年） | 2177人 |  |  |
| 2015年（平成27年） | 2102人 |  |  |

### 世帯数の変遷
国勢調査による世帯数の推移。
| 1995年（平成7年）  | 797世帯 |  |  |
| 2000年（平成12年） | 826世帯 |  |  |
| 2005年（平成17年） | 878世帯 |  |  |
| 2010年（平成22年） | 903世帯 |  |  |
| 2015年（平成27年） | 864世帯 |  |  |

## 学区
市立小・中学校に通う場合の学校等は以下の通りとなる。また、公立高等学校に通う場合の学区は以下の通りとなる。
| 丁目       | 番・番地等 | 小学校               | 中学校               | 高等学校 |
| ---------- | ---------- | -------------------- | -------------------- | -------- |
| 上野一丁目 | 全域       | 名古屋市立上野小学校 | 名古屋市立振甫中学校 | 尾張学区 |
| 上野二丁目 | 全域       | 名古屋市立上野小学校 | 名古屋市立振甫中学校 | 尾張学区 |
| 上野三丁目 | 全域       | 名古屋市立上野小学校 | 名古屋市立振甫中学校 | 尾張学区 |

## 交通
- 愛知県道215号田籾名古屋線（出来町通）
- 基幹バス - 谷口バス停[2]
  - 東行き：引山・三軒家方面
  - 西行き：栄・名古屋駅方面

## 施設
- 八坂社[2]
- 臨済宗妙心寺派永弘院[2]
- 上野公園[2]
- 名古屋市立上野小学校[2]
- 上野幼稚園[2]
- 上野交番
- 上野中部どんぐりひろば
- 西脇公園
- 上野コミュニティセンター

- 永弘院
- 西脇公園
- 上野コミュニティセンター
- 上野公園
- 名古屋市立上野小学校

## その他

### 日本郵便
- 郵便番号 : 464-0082[WEB 3]（集配局：千種郵便局[WEB 13]）。

### WEB
1. ↑  “愛知県名古屋市千種区の町丁・字一覧”.   人口統計ラボ. 2017年6月18日閲覧。
2. 1 2  “町・丁目(大字)別、年齢(10歳階級)別公簿人口(全市・区別)”.   名古屋市 (2019年1月23日). 2019年1月23日閲覧。
3. 1 2  “郵便番号”.  日本郵便. 2019年1月6日閲覧。
4. ↑  “市外局番の一覧”.   総務省. 2019年1月6日閲覧。
5. 1 2  名古屋市役所市民経済局地域振興部住民課町名表示係 (2015年10月21日). “千種区の町名”.   名古屋市. 2017年6月18日閲覧。
6. 1 2  総務省統計局 (2014年3月28日). “平成7年国勢調査の調査結果(e-Stat) - 男女別人口及び世帯数 －町丁・字等” (CSV). 2021年7月20日閲覧。
7. 1 2  総務省統計局 (2014年5月30日). “平成12年国勢調査の調査結果(e-Stat) - 男女別人口及び世帯数 －町丁・字等” (CSV). 2021年7月20日閲覧。
8. 1 2  総務省統計局 (2014年6月27日). “平成17年国勢調査の調査結果(e-Stat) - 男女別人口及び世帯数 －町丁・字等” (CSV). 2021年7月21日閲覧。
9. 1 2  総務省統計局 (2012年1月20日). “平成22年国勢調査の調査結果(e-Stat) - 男女別人口及び世帯数 －町丁・字等” (CSV). 2021年7月21日閲覧。
10. 1 2  総務省統計局 (2017年1月27日). “平成27年国勢調査の調査結果(e-Stat) - 男女別人口及び世帯数 －町丁・字等” (CSV). 2021年7月21日閲覧。
11. ↑  “市立小・中学校の通学区域一覧”.   名古屋市 (2018年11月10日). 2019年1月14日閲覧。
12. ↑  “平成29年度以降の愛知県公立高等学校（全日制課程）入学者選抜における通学区域並びに群及びグループ分け案について”.   愛知県教育委員会 (2015年2月16日). 2019年1月14日閲覧。
13. ↑  郵便番号簿 平成29年度版 - 日本郵便. 2019年01月06日閲覧 (PDF)

### 書籍
1. 1 2 3  名古屋市計画局 1992, p. 728.
2. 1 2 3 4 5 6 7 8  「角川日本地名大辞典」編纂委員会 1989, p. 1464.

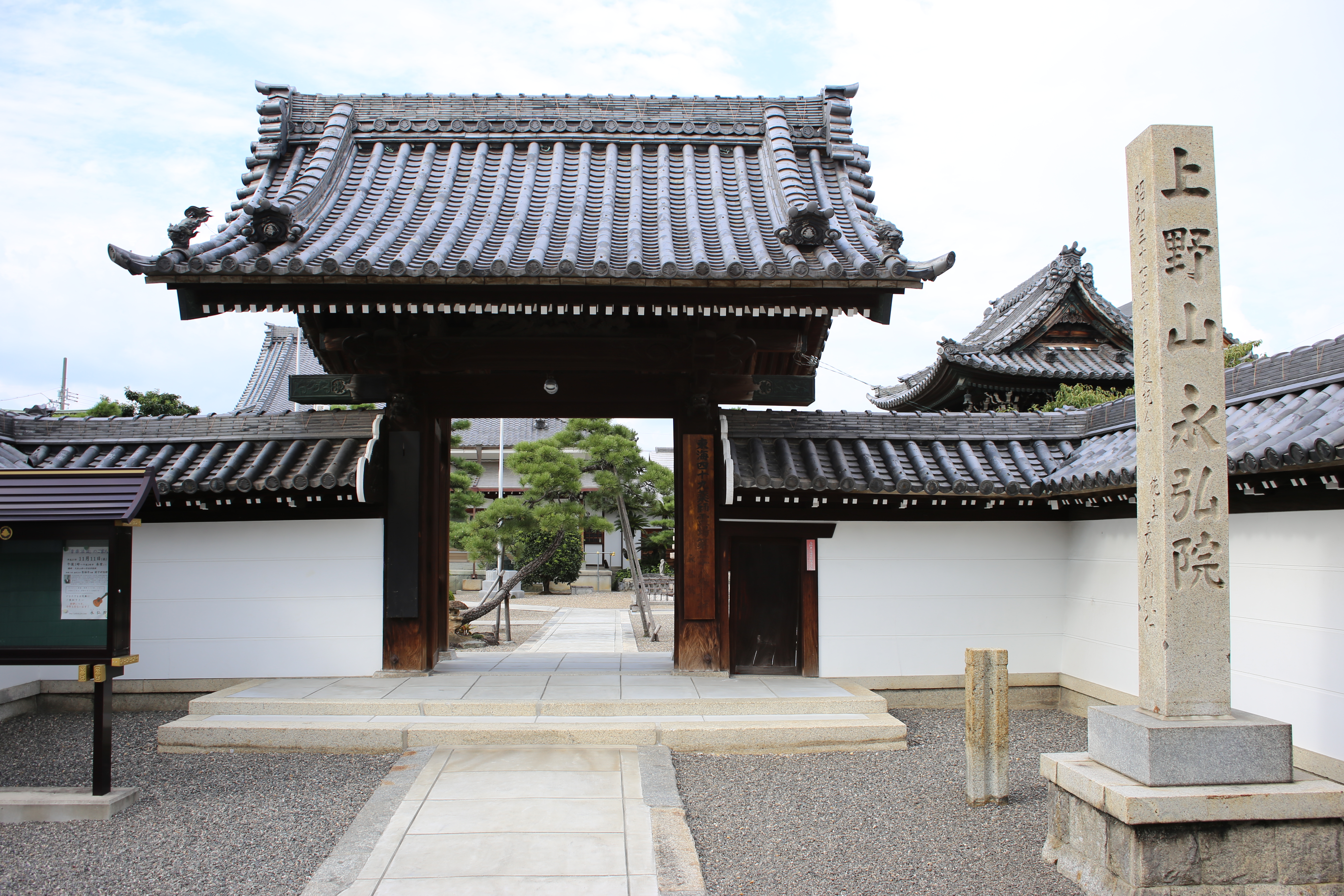
永弘院
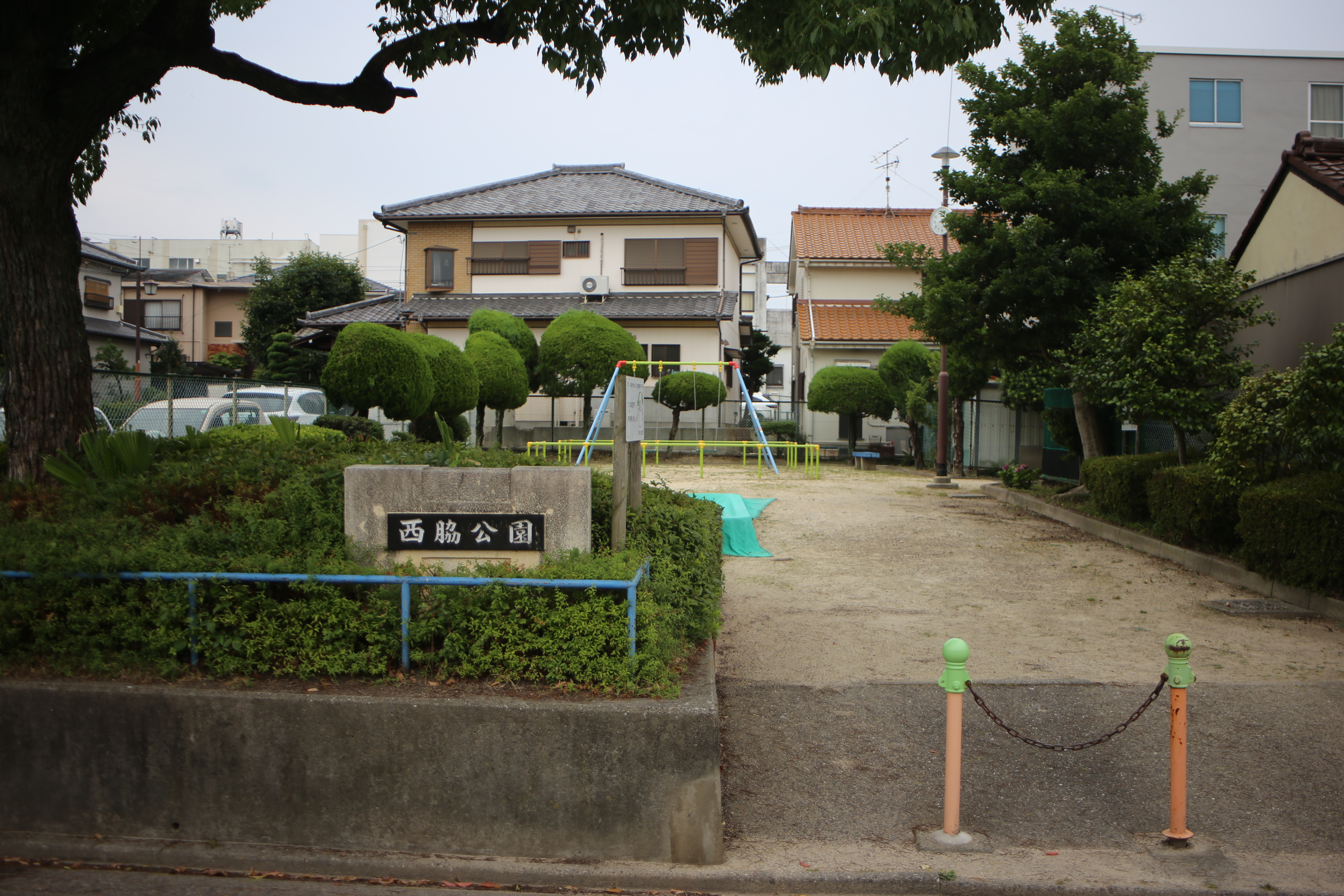
西脇公園
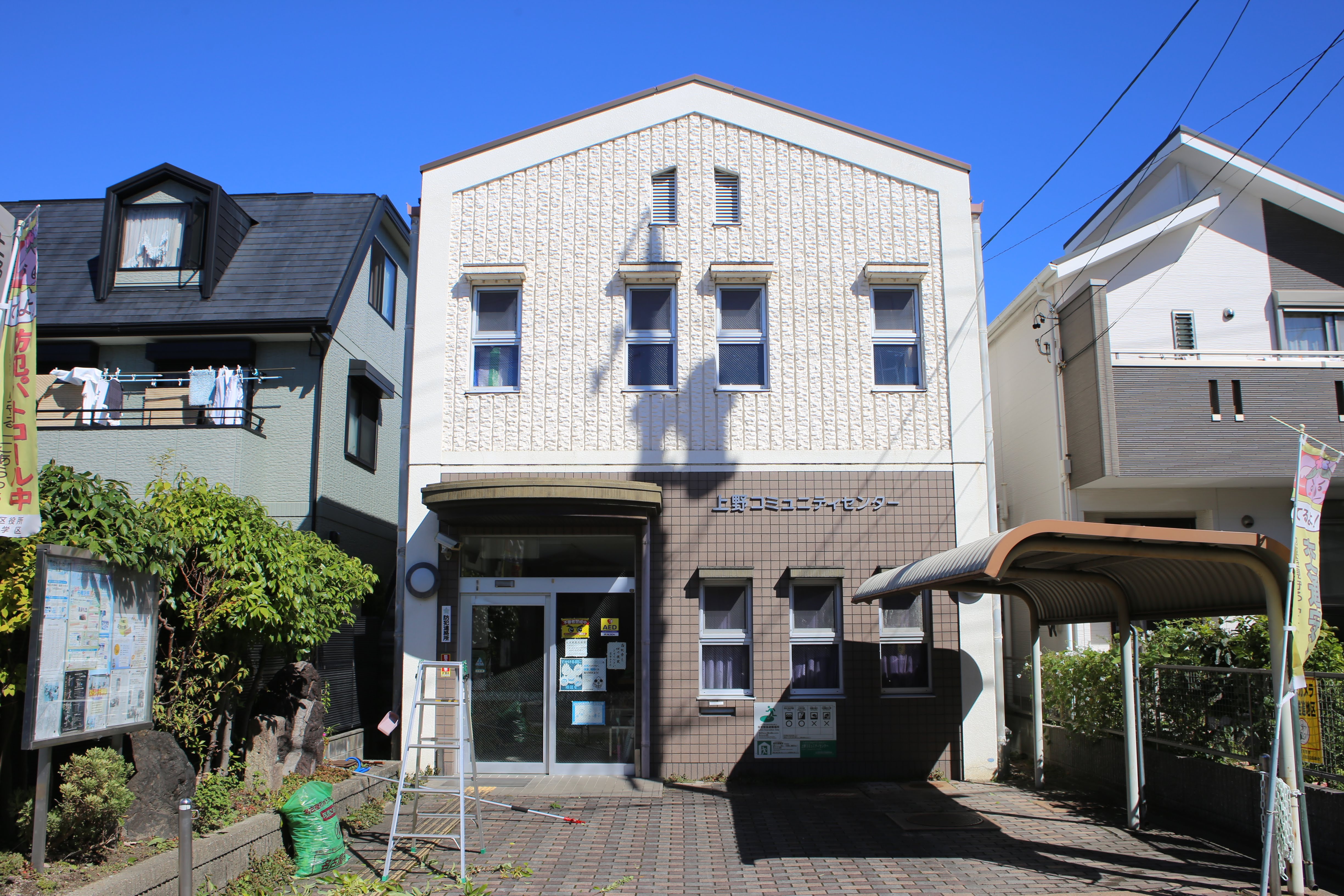
上野コミュニティセンター
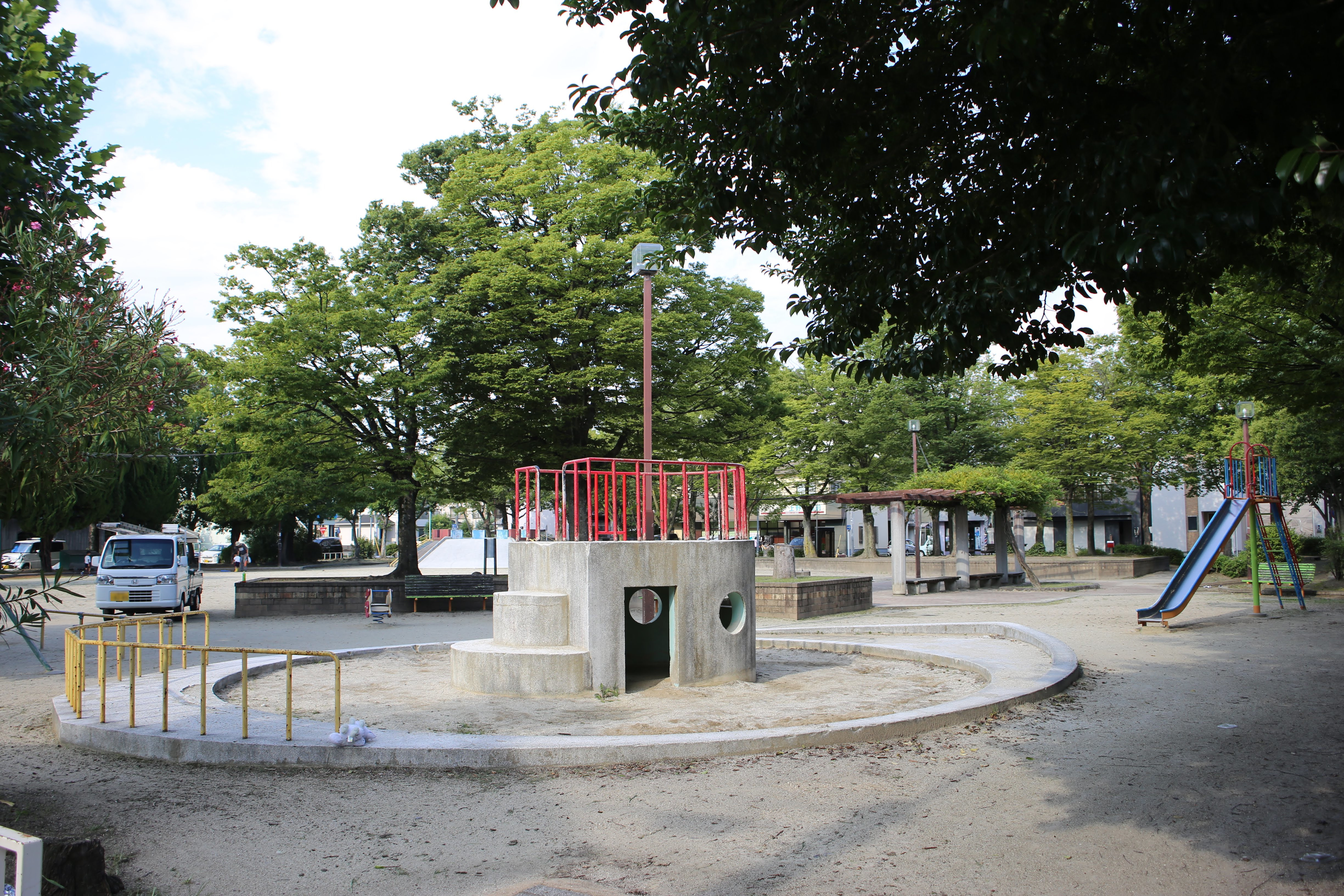
上野公園
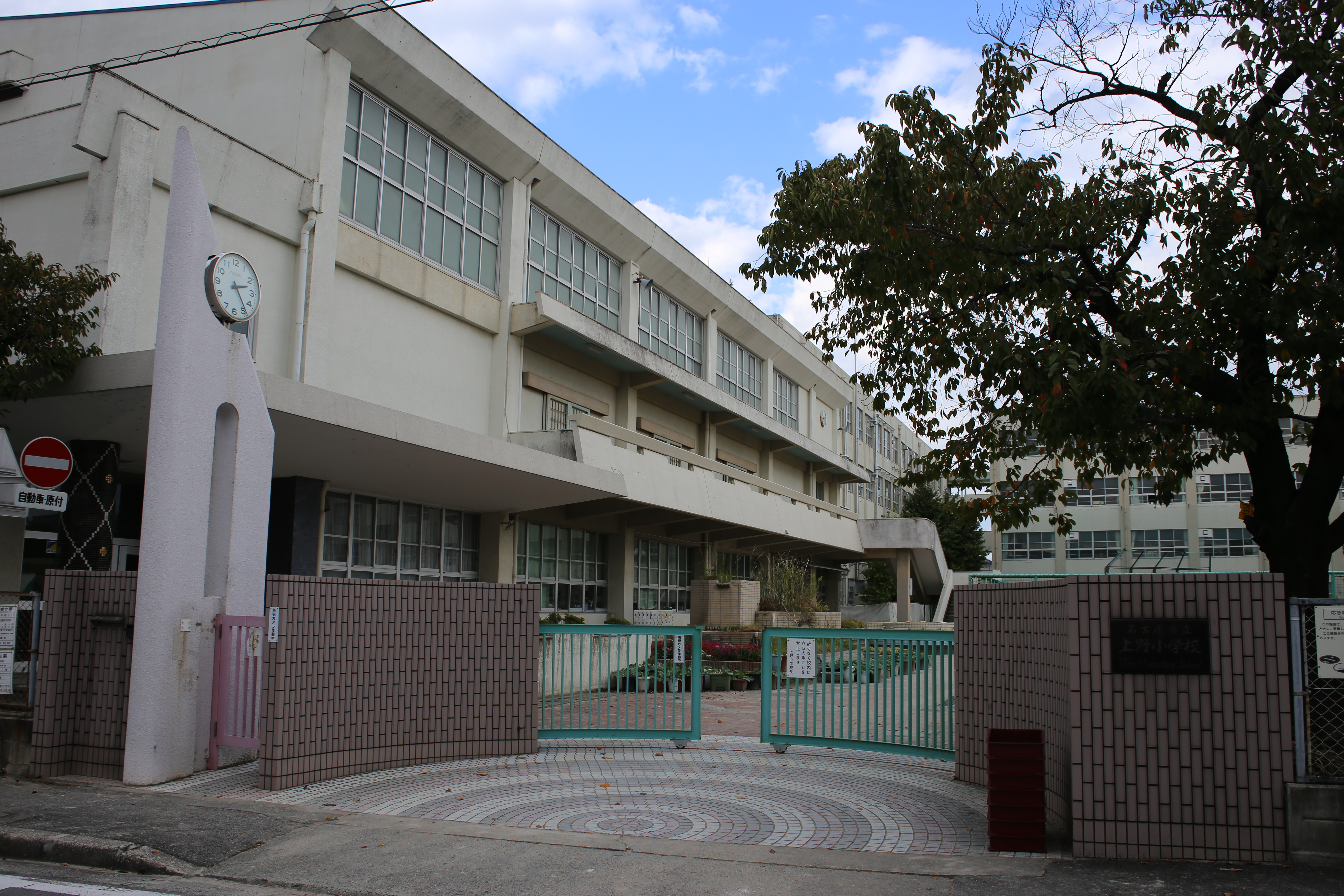
名古屋市立上野小学校

3. ↑  名古屋市計画局 1992, p. 97.
4. ↑  名古屋市計画局 1992, pp. 727–728.